# Dijksgracht 2
Dijksgracht 2 te Amsterdam is een gebouw aan de Dijksgracht in Amsterdam-Centrum.
Binnen de architectuur van de Amsterdamse binnenstad is het een opmerkelijke verschijning. Het gebouw lijkt aan één kant weggezakt te zijn in de Amsterdamse zachte ondergrond. Architecten Adriaan Mout, Jurrian van Stigt en Marianne Loof van LEVS Architecten hebben echter het uiterlijk doelbewust zo gemaakt. Door een gebouw met veel scheve wanden kon het gebouw optimaal gebruikt worden voor klimwanden in allerlei formaten en hoeken. Het architectenbureau omschreef het zelf als een Gekantelde doos aan het IJ. Het is een voorbeeld van "postzegelarchitectuur", want moest ingepast worden in een nauwe strook tussen De Ruijterkade met brug 485 en een massa spoorrails ten oosten van Station Amsterdam Centraal. Het was gevestigd op De Ruijterkade 160. Het stond in het verlengde van het Post CS-gebouw. Er waren grote werken gaande aan het spooremplacement, zodat er een demontabele hal gemaakt moest worden. Het is dan 1995. De enige puur verticale opstelling is alleen weggelegd voor het entree. De bouwstijl vertoont tekenen van brutalisme; isolatiemateriaal en constructie zijn zichtbaar.
In 1998 waren die werkzaamheden grotendeels afgerond en kon gekeken worden naar een permanentere opstelling. Deze werd gevonden aan de andere kant van het spoor en andere kant van de Oosterdoksdoorgang, zijnde de Dijksgracht. Transport naar de nieuwe locatie tegenover het POST CS-gebouw vond plaats per ponton, vervolgens werd het door een hijskraan op haar nieuwe plek gehesen. In 2008 kwam een uitbreiding en in 2011 kreeg het een schuifdak, waarbij overdag licht naar binnen straalt en 's avonds het juist een lichtbron is. Ook dan ligt de hal tussen bruggen; de Oosterdoksspoorbrug (treinen) en Oosterdoksdraaibrug (voetgangers en fietsers). Het Post CS-gebouw werd rond 2009 afgebroken. In 2023 kreeg het een nieuwe buur aan de andere kant van het water; het nieuwe hoofdkantoor van Booking.com.  
Het gebouw is aan de buitenzijde voorzien van een gesigneerde muurschildering van Jim Vision uit Londen.

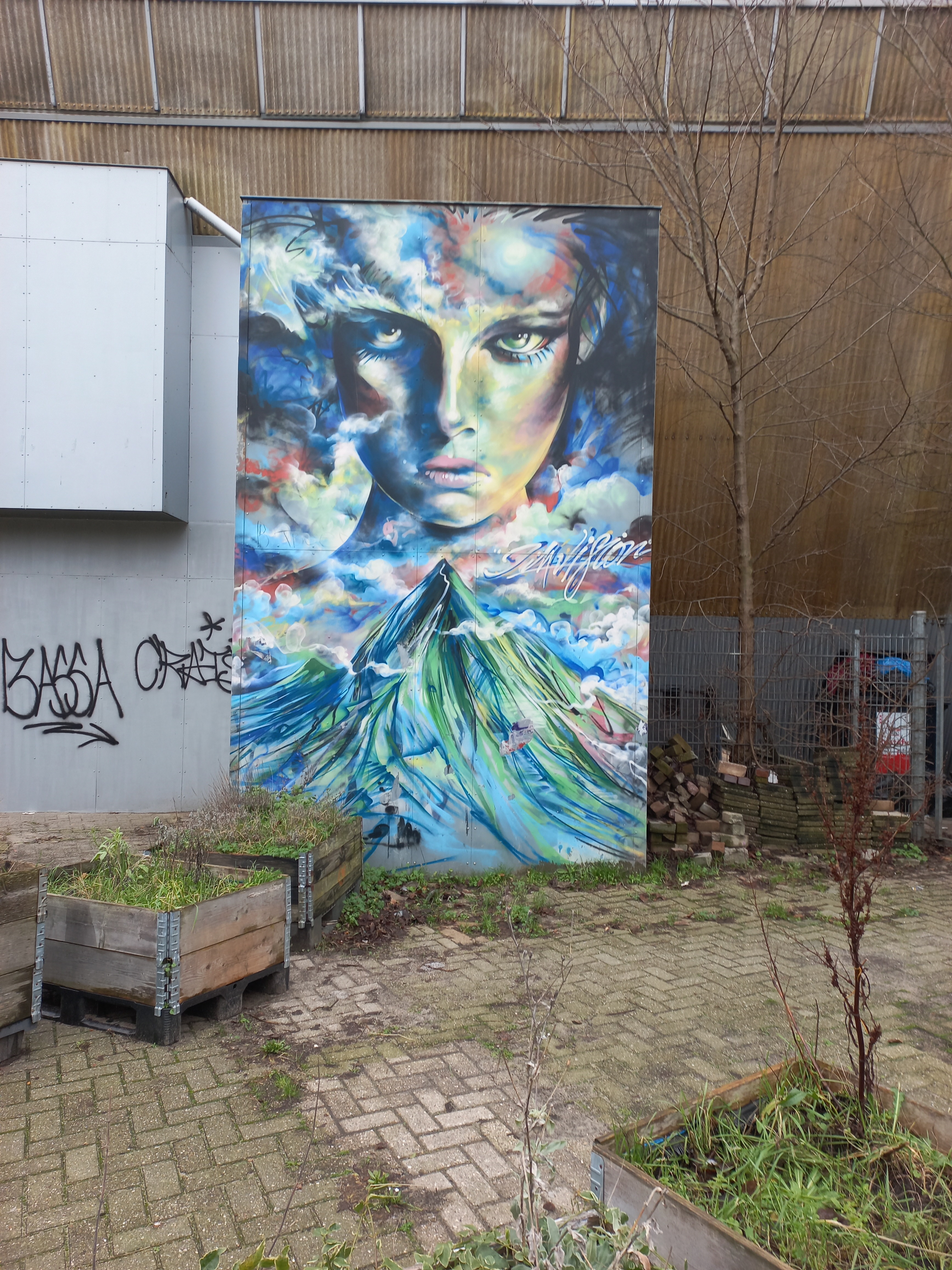
Muurschildering van Jom Vision (januari 2023)